# Hillcrest Heights (Florida)
Hillcrest Heights es un pueblo ubicado en el condado de Polk, Florida, Estados Unidos. Tiene una población estimada, a mediados de 2021, de 255 habitantes.

## Geografía
Está ubicado en las coordenadas 27°49′30″N 81°32′10″O / 27.82500, -81.53611 (27.824864, -81.536196). Según la Oficina del Censo de los Estados Unidos, tiene una superficie total de 22.52 km², de la cual 0.41 km² corresponden a tierra firme y 22.11 km² son agua.

## Demografía
Según el censo de 2020, en ese momento había 243 personas residiendo en la zona. La densidad de población era de 592.68 hab./km². El 87.24% de los habitantes eran blancos, el 2.06% eran afroamericanos, el 7.00% eran de otras razas y el 3.70% eran de una mezcla de razas. Del total de la población, el 13.17% eran hispanos o latinos de cualquier raza.